# Rinorea antioquiensis
Rinorea antioquiensis és una espècie de planta amb flor que pertany a la família de les Violaceae. És endèmica de Colòmbia. Encara que es registra com a localment comú, aquest petit arbre segueix sent conegut només per la seva ubicació tipus. Es troba en el bosc humit tropical de terres baixes, concretament a la vall selvàtica del riu Atrato i fins al golf d'Urabá, dels 0-500 msnm

## Taxonomia
Rinorea antioquiensis va ser descrita per L.B.Sm. i A.Fernández i publicat a Caldasia 6(28): 105, pl. 6, l'any 1954.